# Municipio de Nantahala (condado de Macon)
El municipio de Nantahala (en inglés: Nantahala Township) es un municipio ubicado en el  condado de Macon en el estado estadounidense de Carolina del Norte. En el año 2010 tenía una población de 802 habitantes.

## Geografía
El municipio de Nantahala se encuentra ubicado en las coordenadas 35°13′17.33″N 83°36′45.6″O / 35.2214806, -83.612667.